# Saint-Pons-la-Calm
Saint-Pons-la-Calm es una comuna francesa situada en el departamento de Gard, en la región de Occitania.

## Demografía
| 332 | 330 | 327 | 375 | 391 | 410 | 467 |
| Para los censos de 1962 a 1999 la población legal corresponde a la población sin duplicidades (Fuente: INSEE [Consultar]) |     |     |     |     |     |     |